# Pierre d'Arrablay
Pierre d'Arrablay (ou d'Arrabloy), né en 1260 et mort en 1331 (ou en 1329), était un juriste et un cardinal français du début du XIVe siècle.

## Biographie
Il est le fils de Jehan d'Arrabloy, sénéchal du Quercy et du Périgord sous Philippe IV le Bel.
Il étudie le droit et devient clerc, occupant les fonctions d'archidiacre de Narbonne,  de Bourbon puis de chanoine de Périgueux et de Cahors.
D'Arrablay devient par la suite chancelier du deuxième fils de Philippe IV, le comte de Poitiers. Le 22 juillet 1316 il est nommé chancelier de France par celui-ci, devenu régent à la mort de son frère aîné Louis X. Il remplace à ce poste Étienne de Mornay, créature de Charles de Valois qui avait la haute main sur les affaires lors du règne précédent.
Dans ces temps troublés d'interrègne, le nouveau chancelier semble avoir eu une part notable dans l'exercice du pouvoir puisqu'il participe à tous les conseils convoqués par le régent. Il assiste au contrat de mariage entre le duc Eudes IV de Bourgogne et Jeanne de France, fille du comte de Poitiers. Cette union devait symboliser la réconciliation entre ces deux princes qui s'étaient opposés au sujet de la succession de Louis X.
En décembre de la même année, sur la demande de Poitiers, le pape Jean XXII le crée cardinal-évêque de Porto et de Sainte-Suzanne, ce qui le contraint à céder sa place de chancelier. Toutefois, quelques semaines plus tard, c'est lui qui préside l'assemblée du 2 février 1317 chargée d'entériner l'accession au trône du comte de Poitiers, devenu Philippe V et d'ores et déjà sacré à Reims.
Le cardinal d'Arrablay meurt entre 1329 et 1331 selon les sources.